# 阿韋哈爾

阿貝哈在索里亞省的位置

索里亞省在西班牙的位置

阿貝哈（西班牙語：Abejar）是西班牙卡斯蒂利亞-萊昂自治區索里亞省城市，海拔1.090米，面積23.43平方公里。直至2007年，人口405，市長Francisco Javier Romero Benito。

## 外部連結
- （西班牙文） 市政府官網 （页面存档备份，存于）

41°48′13″N 2°46′59″W / 41.80361°N 2.78306°W